# Nicorandil
Il Nicorandil è un composto chimico di formula C8H9N3O4.

## Storia
Il farmaco è commercializzato nel Regno Unito, in Australia, nella maggior parte dell'Europa, in India, nelle Filippine, in Giappone, in Corea del Sud e a Taiwan. Non è un farmaco approvato dalla Food and Drug Administration.

## Caratteristiche strutturali e fisiche
Nicorandil è un pirimidincarbossamide, ovvero è un nicotinamide in cui uno degli atomi di idrogeno legati all'azoto della carbossamide è sostituito da un gruppo 2-(nitroossi)etilico. È classificato come una piridin-carbossamide e un estere nitrico. Si tratta di un donatore di gruppi NO.
| N. di atom pesanti                   | 15             |
| N. di donatori di legami a idrogeno  | 1              |
| N. di accettori di legami a idrogeno | 5              |
| N. di legami ruotabili               | 4              |
| Massa monoisotopica                  | 211,05930578 u |
| Superficie polare                    | 97 Å²          |

## Reattività e caratteristiche chimiche

### Spettri analitici
- MS-MS[5]
- LC-MS[6]
- FTIR[7]
- ATR-IR[8]
- Raman[9]

## Farmacologia e tossicologia

### Farmacocinetica
Dopo la somministrazione per via orale, il nicorandil viene ben assorbito dal tratto gastrointestinale con una biodisponibilità orale del 75%. La concentrazione plasmatica massima (Cmax) viene raggiunta entro 30-60 minuti. Il valore medio di Cmax è di circa 300 ng/ml. Le concentrazioni plasmatiche allo stato stazionario di solito vengono raggiunte entro circa 96-120 ore dopo la somministrazione due volte al giorno (10 o 20 mg).
Dopo somministrazione per via orale e per via endovenosa, il volume apparente di distribuzione è approssimativamente di 1,0-1,4 L/kg di peso corporeo. Il composto risulta legato per circa il 25% all'albumina e ad altre proteine plasmatiche.
Il farmaco subisce un'ampia metabolizzazione epatica. I principali percorsi di biotrasformazione sono la denitratazione, seguita da metabolizzazione della nicotinamide. Il principale metabolita denitrato farmacologicamente inattivo, 2-nicotinamidoetanolo, può essere rilevato nelle urine. I derivati formati dalla metabolizzazione della nicotinamide dei prodotti denitrati sono l'acido nicotinurico, la nicotinamide, la N-metilnicotinamide e l'acido nicotinico.
La principale via di eliminazione è renale, con più del 60% della dose eliminata nelle urine entro 24 ore dalla somministrazione. Solo circa l'1% viene escreto immodificato nelle urine, mentre i composti rimanenti sono principalmente il metabolita denitrato (9%) e i suoi derivati.
Meno del 2% della dose somministrata viene escreto attraverso il sistema biliare. La emivita del farmaco è approssimativamente di 1 ora. La clearance totale del corpo è approssimativamente di 1,15 L/min.

### Farmacodinamica
Induce vasodilatazione delle arteriole e delle grandi arterie coronarie attraverso l'attivazione dei canali del potassio con un'azione duale che rilassa il muscolo liscio vascolare attraverso l'iperpolarizzazione della membrana tramite un aumento della conducibilità del potassio transmembrana e un aumento della concentrazione intracellulare di GMP ciclico.
Attiva e permette l'apertura dei canali del potassio sensibili all'ATP (canali KATP), che sono composti da subunità del tipo Kir6.x e subunità del recettore delle sulfoniluree (SUR). I siti di legame del nicorandil si trovano nel recettore delle sulfoniluree 2 (SUR2) nel canale del potassio sensibile all'ATP, che sono subunità regolatorie del canale che mostrano un'attività ATPasi. Ci sono due tipi di subunità SUR2 (2A/2B) che hanno domini di legame nucleotidico (NBD) identici, dove SUR2A è più espressa in miociti scheletrici e cardiaci e SUR2B nelle cellule muscolari lisce.
Nicorandil attiva in modo più potente i canali SUR2B/Kir6.2 rispetto ai canali SUR2A/Kir6.2 per indurre iperpolarizzazione. L'interazione tra ATP-NBD1 influenza la segnalazione del canale da parte del nicorandil, e la risposta del canale al nicorandil è facilitata e amplificata anche dall'interazione di ATP o ADP con NBD2.
L'attività potenziata dei canali sensibili all'ATP ha un ruolo cardioprotettivo limitando la durata dei potenziali d'azione e prevenendo il sovraccarico intracellulare di calcio. Ciò attenua il danno cellulare preservando l'energetica cellulare e, in definitiva, la sopravvivenza cellulare. L'iperpolarizzazione della membrana dipendente dai canali KATP può anche portare a vasodilatazione mediante la riduzione dell'ingresso di Ca2+ attraverso i canali del calcio dipendenti dal voltaggio e la regolazione della mobilizzazione intracellulare di Ca2+ nelle cellule muscolari lisce.
Nicorandil contiene una parte nitratata nella sua struttura, che lo rende un buon dilatatore della muscolatura liscia vascolare come gli altri esteri della nitroglicerina. Il rilassamento diretto del sistema vascolare venoso deriva dalla stimolazione mediata da donatore di NO della guanilato ciclasi e dall'aumento dei livelli di guanosina monofosfato ciclico (cGMP) intracellulare. I livelli elevati di cGMP contribuiscono all'effetto rilassante complessivo del nicorandil a concentrazioni più elevate del farmaco.

### Effetti del composto e usi clinici
Provoca una dilatazione sostenuta sia delle arterie di resistenza che dei vasi conduttivi, aumentando il flusso sanguigno coronarico. Tuttavia, l'effetto del farmaco sulle arterie coronarie non coinvolge il fenomeno del "furto coronarico". Questo fenomeno si verifica durante uno stimolo vasodilatatorio quando la capacità di vasodilatazione delle arteriole che forniscono sangue al letto vascolare della coronaria ostruita è esaurita, mentre quella delle arteriole dell'arteria "donatrice" rimane intatta.
Nicorandil ha dimostrato di aumentare il ristagno nei vasi capacitivi con una diminuzione del precarico attraverso il rilassamento del sistema vascolare venoso. Nel complesso, si ottiene un miglioramento del flusso sanguigno e una riduzione delle dimensioni dell'infarto mediante la riduzione della pressione diastolica finale e della componente extravascolare della resistenza vascolare. È dimostrato che dilata le arterie coronarie normali e stenotiche e riduce sia il precarico che il postcarico ventricolare.
È indicato per la prevenzione e il trattamento dell'angina pectoris cronica stabile e per la riduzione del rischio di sindromi coronariche acute. Viene spesso utilizzato nei pazienti con angina che rimangono sintomatici nonostante il trattamento ottimale con altri farmaci antianginosi.

### Controindicazioni ed effetti collaterali
Gli effetti avversi comuni in caso di tossicità da sovradosaggio includono letargia, dolore alla schiena, dolore toracico, aumentato rischio di infezione opportunista e astenia. Nel sistema cardiovascolare, possono essere osservati ipotensione, tachicardia a dosi più elevate, palpitazioni, peggioramento dell'angina pectoris e vasodilatazione/rossore. Disturbi gastrointestinali come dispepsia, nausea e vomito possono verificarsi. I mal di testa possono derivare dalla vasodilatazione. Altri effetti collaterali comuni includono mialgia, bronchite, dispnea e disturbi respiratori.

### Tossicologia
Nicorandil non influisce sulla fertilità di ratti maschi o femmine e non mostra potenziale cancerogeno, mutageno o genotossico negli studi. I valori di LD50 orale nel topo, nel ratto e nel cane sono rispettivamente di 626 mg/kg, 1220 mg/kg e 62,5 mg/kg.